# Giovanni Vargas
José Giovanni Vargas (31 de enero de 1972) es un exciclista profesional venezolano.
Fue podio en la Vuelta al Táchira y disputó otras competiciones nacionales.

## Palmarés
1993
- 1.º en 9.ª etapa Vuelta al Táchira, Palmira  Venezuela

1996
- 3.º en 11.ª etapa Vuelta al Táchira  Venezuela
- 2.º en clasificación general final Vuelta al Táchira  Venezuela
- 871º Clasificación General Final Ranking UCI  Italia

1998
- 3.º en 4.ª etapa Vuelta al Táchira  Venezuela
- 2.º en 6.ª etapa Vuelta al Táchira, Palmira  Venezuela
- 1.º en clasificación general final Vuelta a Santa Cruz de Mora  Venezuela
- 1183º Clasificación General Final Ranking UCI  Italia

1999
- 2.º en 7.ª etapa Vuelta al Táchira, La Grita  Venezuela
- 2.º en 8.ª etapa Vuelta al Táchira, Cerro del Cristo Rey  Venezuela
- 1202º Clasificación General Final Ranking UCI  Italia

## Equipos
- 1996  Lotería del Táchira
- 1998  Carnac Shoes
- 2002  Lotería del Táchira